# یواس‌اس دربی (دی‌ئی-۲۱۸)
یواس‌اس دربی (دی‌ئی-۲۱۸) (به انگلیسی: USS Darby (DE-218)) یک کشتی بود که طول آن ۳۰۶ فوت (۹۳ متر) بود. این کشتی در سال ۱۹۴۳ ساخته شد.